# La rueca de oro (Dvořák)
La rueca de oro (en checo: Zlatý kolovrat), Op. 109, B. 197, es un poema sinfónico para orquesta de Antonín Dvořák, compuesto de enero a abril de 1896. La obra está inspirada en el poema del mismo nombre que se encuentra en Kytice, una colección de las baladas populares de Karel Jaromír Erben. La rueca de oro fue el tercer de sus cinco poemas sinfónicos, siendo los otros El duende de las aguas, La bruja del mediodía, La paloma del bosque y El canto del héroe (Opus 107, 108, 110 y 111).

## Música

### Instrumentación
Está orquestada para flautín, 2 flautas, 2 oboes, cor anglais, 2 clarinetes, 2 fagotes, contrafagote, 4 trompas, 2 trompetas, 3 trombones, tuba, timbales, bombo, platillos, triángulo, arpa y cuerdas. Un rendimiento típico dura aproximadamente 27 minutos.

### Estreno
Tuvo una interpretación semipública en el Conservatorio de Praga el 3 de junio de 1896 a cabo por Antonín Bennewitz. Su estreno oficial tuvo lugar en Londres el 26 de octubre de 1896, bajo la batuta de Hans Richter.

### Versiones
El yerno de Dvořák, el compositor Josef Suk, hizo una versión abreviada de la pieza. Sus cortes se usan en la grabación de Talich y algunos en la de Chalabala. La obra se interpreta completa generalmente.

## Historia
Mientras montaba a caballo, un rey se encuentra con una mujer joven, Dornička, y se enamora de ella. Le pide permiso a su madrastra para llevársela a su castillo. La madrastra y hermanastra parten hacia el castillo del rey con Dornička. En el camino, la asesinan, le arrancan los dos pies y las dos manos, y le sacan los ojos. La hermanastra se hace pasar por Dornička y se casa con el rey, después de lo cual es llamado a batalla y debe partir.
Mientras tanto, en el bosque, un mago encuentra los restos de Dornička y decide resucitarla. El mago envía una carta al castillo persuadiendo a la hermanastra que le mande sus "dos pies" a cambio de una máquina de hilar de oro, sus "dos manos" a cambio de una rueca de oro, y sus "dos ojos" por un huso de oro. Con el cuerpo completo, el mago revive a Dornička.
El rey regresa de la batalla y escucha como la rueca de oro le cuenta los terribles detalles del asesinato de Dornička. El rey parte hacia el bosque para reunirse y casarse con ella. Las dos asesinas son arrojadas a los lobos.

## Discografía
- Thomas Beecham dirigiendo la Royal Philharmonic Orchestra; grabado en 1947; Dutton (2000), Classics (2008)
- Václav Talich dirigiendo la Orquesta Filarmónica Checa; grabado en 1949; versión original de 1951; Supraphon 3827 (2006)
- Václav Neumann dirigiendo la Orquesta Sinfónica de Praga; Supraphon LPV 370 (1960)
- Zdeněk Chalabala dirigiendo la Orquesta Filarmónica Checa; grabado en 1961; Supraphon 3056 (1996)
- István Kertész dirigiendo la Orquesta Sinfónica de Londres; Decca 417596-2 (1970)
- Rafael Kubelík dirigiendo la Orquesta Sinfónica de la Radio de Baviera; grabado en 1975; Deutsche Grammophon 435074-2 (1992)
- Václav Neumann dirigiendo la Orquesta Filarmónica Checa; grabado en 1977; Supraphon SU 0199-2022 (1978)
- Neeme Järvi dirigiendo la Royal Scottish National Orchestra; Chandos 8501 (1987)
- Vernon Handley dirigiendo la Orquesta Sinfónica de Malmö; Big Ben (1989)
- Eliahu Inbal dirigiendo la Orquesta Philharmonia; Teldec 9031-72305-2 (1992)
- Jiří Bělohlávek dirigiendo la Orquesta Filarmónica Checa; Chandos 9048 (1992)
- Stephen Gunzenhauser dirigiendo la Orquesta Sinfónica Nacional de la Radio Polaca; Naxos 550598 (1993)
- Zdeněk Mácal dirigiendo la Orquesta Sinfónica de Milwaukee; Koss 1026 (1998)
- Nikolaus Harnoncourt dirigiendo la Orquesta Real del Concertgebouw; Teldec 87630 (2003)
- Charles Mackerras dirigiendo la Orquesta Filarmónica Checa; Supraphon SU 3771-2; Supraphon 4012 (2004)
- Theodore Kuchar dirigiendo la Orquesta Filarmónica Janáček, Brilliant Classics 92297 (2004)
- Simon Rattle dirigiendo la Orquesta Filarmónica de Berlín; EMI Classics 58019 (2005)
- Yakov Kreizberg dirigiendo la Orquesta Filarmónica de los Países Bajos; Naxos 5186082 (2009)